# Fals tratat de mântuire a sufletului
Fals tratat de mântuire a sufletului este un film românesc dramatic din 2018 regizat de Nicolae Mărgineanu după un scenariu de Bogdan Adrian Toma. În rolurile principale au interpretat actorii Ioan Andrei Ionescu, Bogdan Nechifor, Remus Mărgineanu.

## Distribuție
- Maria Ploae
- Coca Bloos
- Valentin Uritescu
- Remus Mărgineanu - părintele Iustin Manu
- Alexandru Georgescu
- Ioan Andrei Ionescu - Sorin Toma, inspector CNSAS
- Mioara Ifrim
- Bogdan Nechifor - Radu Olar, absolvent de drept pe care Toma îl aduce ca mână dreaptă a sa[4]